# Pfarrkirche Weistrach

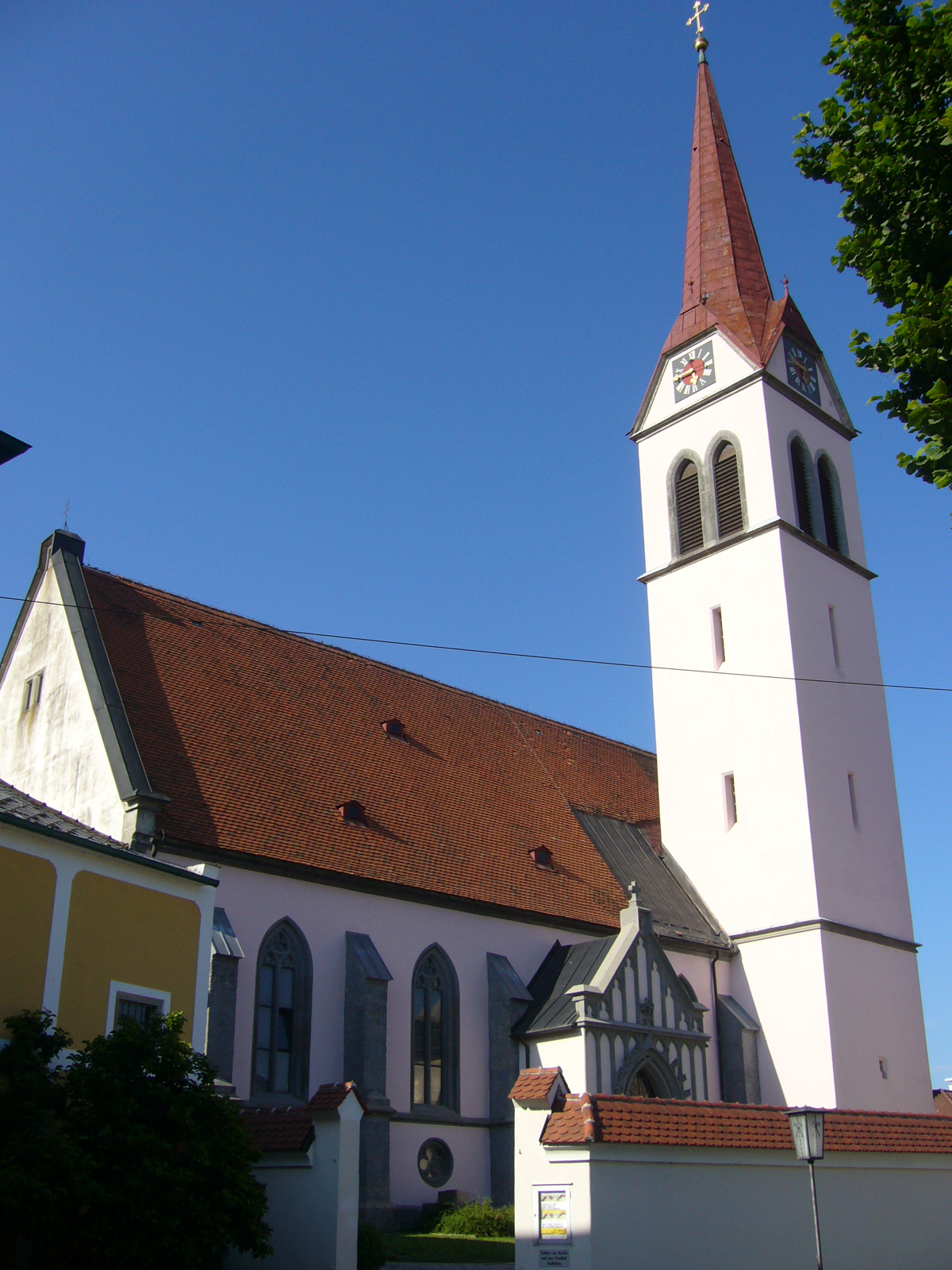
Kath. Pfarrkirche hl. Stephan in Weistrach

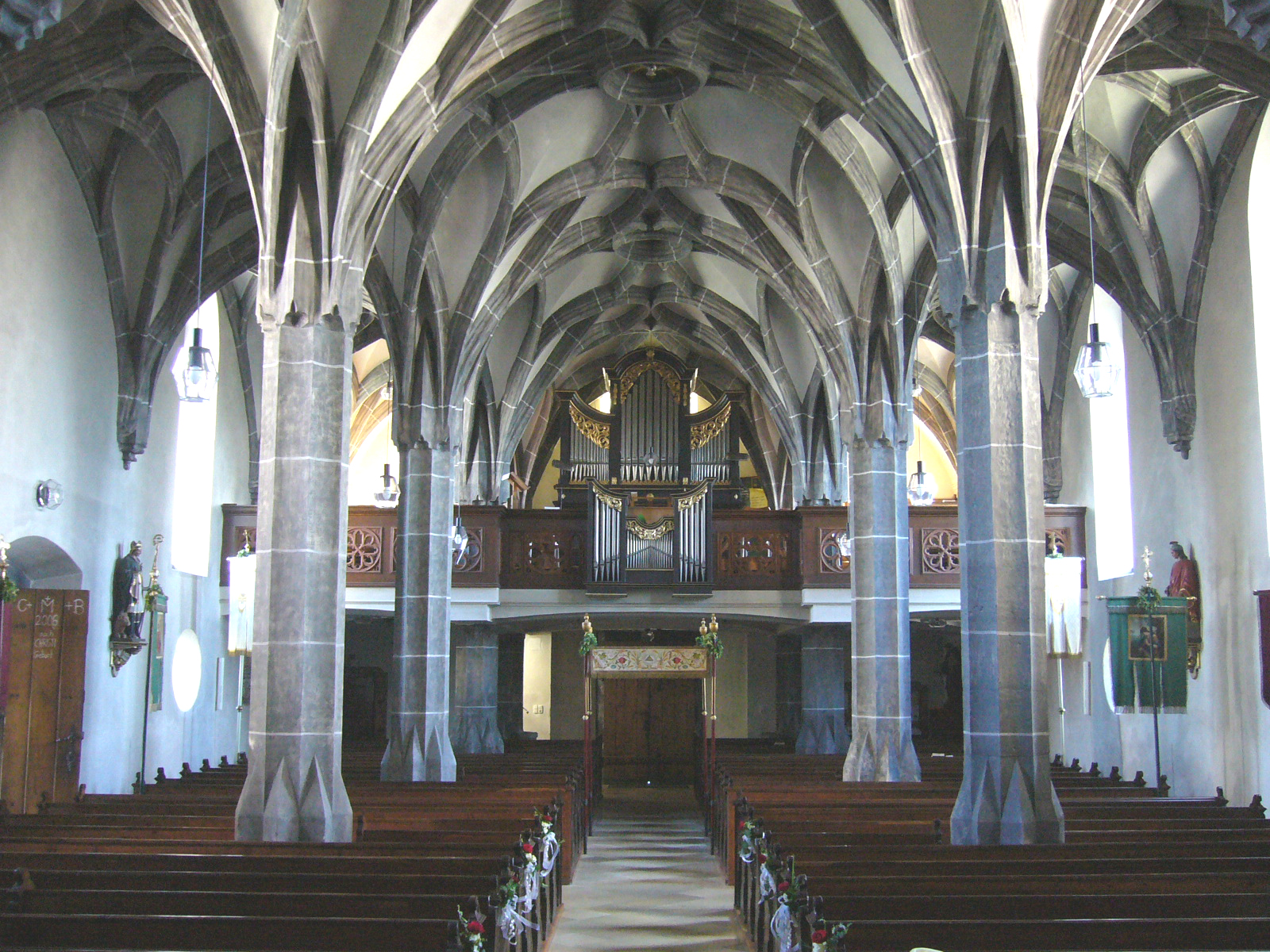
Innenraum

Die römisch-katholische Pfarrkirche Weistrach steht in der Gemeinde Weistrach im Bezirk Amstetten in Niederösterreich. Die Pfarrkirche hl. Stephanus gehört zum Dekanat Haag in der Diözese St. Pölten. Die Kirche steht unter Denkmalschutz.

## Geschichte
Urkundlich (1082) ging die Doppelpfarre mit Behamberg (Pfarrkirche Behamberg) im Tausch gegen Garsten (Pfarrkirche Garsten) an den Bischof Altmann von Passau (1015–1091).

## Baugeschichte
Im Zuge der Restaurierung von 1983 wurde in der Pfarrkirche ein romanisches Langhaus mit Chorquadrat festgestellt. Zudem wurden Fundamente vom gotischen Vorgängerbau bei den Grabungen gefunden. Jedoch ist die heute vorfindbare Gestalt vor allem durch die Spätgotik bestimmt. Nur der Turm der Kirche einschließlich der Mauermasse des Gebäudes stammen aus der Zeit der Romanik und wurde in der Spätgotik nur ummantelt beziehungsweise vergrößert. 
Es folgte eine zurückhaltende Barockisierung, die sich aber vor allem auf die Ausstattung der Pfarrkirche bezog. Wesentliche Veränderungen erfolgten im Historismus des 19. Jahrhunderts. Dabei wurde das Langhaus von 1866 bis 1868 von Karl Lußmann um eineinhalb Joche verlängert. Weitere Veränderungen wurden im Außenraum durchgeführt. Dazu gehörten das Angleichen der Strebpfeiler, der Fenster und der Sohlbank sowie eine neue Gestaltung des Westwerks. Ansonsten stammt die heutige Baugestalt, vor allem im Innenraum des Langhauses und im Außenraum des Chores (einschließlich das zentrale spätgotische Chorfenster), aus der Zeit der Spätgotik. Der Turm wurde 1893 abgetragen und mit neuem Spitzhelm, der den barocken Vorgänger ablöste, von Franz Pichlwanger wieder errichtet.

## Architektur
Die spätgotische Hallenkirche hat neugotische An- und Erweiterungsbauten. Die Kirche ist heute im Äußeren durch ihre neugotische Gestalt bestimmt. Der Bau ist einheitlich verputzt, verfügt über ein Satteldach und ist durch abgetreppte Strebepfeiler, die zweibahnige Maßwerkfenster im Zwischenfeld aufweisen, gegliedert.
Bei dem Kirchengebäude handelt es sich um ein dreischiffiges Hallenlanghaus mit eingezogenem Chor.
Im Chor der Kirche kommt ein durch die Steyrer Bauhütte geprägtes und weiterentwickeltes Baumotiv, die sogenannte Viertelkreiskassette, zum Einsatz. Der Chor ist zweijochig und mit 3/10-Chorschluss ausgeführt. Fälschlicherweise wurde mehrfach von einem üblicheren 5/8-Chorschluss gesprochen. Tatsächlich sind aber drei Chorwände, die ein Zehneck ergeben würden, vorhanden. Das Chorgewölbe verfügt über ein Rippensystem, in dem rechteckige Kassetten mit sphärischen Rauteneinschlüssen verwendet wurden.
Das Langhaus besteht aus einer dreischiffigen Halle und wird über die Seitenschiffe belichtet. Das Gewölbe ruht auf achteckigen, gekehlten Pfeilern. Diese wiederum verfügen über sternförmige, achteckige Sockel. Die Kapitellform scheint nicht ein eigenes Gebilde zu sein, sondern erscheint uns als Kehlform, die aus dem Pfeiler herausgeschnitten worden ist. Das Grundgerüst des Gewölbes besteht aus sich durchdringenden Tonnen, die an den entstehenden Graten mit Bogenrippen versehen wurden. Es handelt sich dabei um ein Schlingrippengewölbe, welches über dreifach gekehlte Rippen verfügt. Die drei gleich hohen Schiffe wurden mit einem flammenartigen, ineinander verschlungenen System an gekurvten Rippen gestaltet. 
Das Langhaus wird in Zusammenhang mit Benedikt Ried gesehen und weist böhmische Einflüsse auf. Der von 1493 bis 1502 errichtete Wladislawsaal in der Prager Burg gilt vielen als Initialzündung für die komplizierten Gewölbeformen der Spätgotik, vor allem auch für die Schlingrippenkonfigurationen. Etwas verspätet kommt diese Form der Steigerung an Dynamik auch in Österreich, mit Beispielen in Freistadt, Königswiesen oder auch in Weistrach, an. Diese Schlingrippenformen finden in ganz Europa Verbreitung, während die genannten Kassetten mit Rauteneinschlüssen, die im Chor von Weistrach vorkommen, nur in Zusammenhang mit Steyr und der sogenannten Viertellade zu finden sind.

## Datierung
Ein Datierungsrahmen zwischen 1500 und 1525 wurde in der Forschung schon sehr früh angenommen. In der Datierungsdiskussion gibt es zwei Forschergruppen: Die erste Gruppe setzt den Chor deutlich früher an als das Langhaus. Die zweite Gruppe sieht ein Abhängigkeitsverhältnis zwischen Chor und Langhaus. Aktuelle Forschungen haben gezeigt, dass wie im Dehio Niederösterreich von 2003 schon ausgeführt wurde, eine Abhängigkeit und ein Naheverhältnis zwischen Chor und Langhaus besteht. Dadurch kam man zu einer Datierung, die den Beginn des Chorbaues um 1510 oder etwas früher sieht. Die Vollendung des Chores wird gegen 1515 angenommen. Das Langhaus wurde circa 1515 begonnen und wird (wie in der älteren Literatur) weiterhin um 1520 datiert. Zu den Datierungsergebnissen kam man durch stilistische Vergleiche, vorwiegend aufgrund jener der Gewölbeformen. Die beiden zeitlichen Benennungen beziehen sich auf die Vollendung des jeweiligen Bauteils. Die Zeit um 1520 ist als Gesamtvollendungsdatum der Pfarrkirche in Weistrach zu verstehen. Um 1520 waren alle Arbeiten, einschließlich der Außengestaltung, abgeschlossen.

## Kunsthistorische Einordnung
Im Gebiet um Steyr fand am Übergang vom 15. zum 16. Jahrhundert ein regelrechter Bauboom statt. Es kam zu stilistischen Ausprägungen, die in der Autonomie der Decke gipfelten. Gewürdigt wurde die Pfarrkirche von Weistrach besonders im 19. Jahrhundert und in der Forschung über die Donauschule mit der Ausstellung in St. Florian und Linz 1965. Dabei gilt sie als Hauptwerk in der Architektur der Donauschule. Die Kirche wurde dabei häufig mit den Faltenbahnen der donauländischen Plastik verglichen und zeigt einen besonderen Höhepunkt in der Dynamisierung von Stein. Gelobt wurde hierbei die dynamische Kraft, die auch international nicht mehr zu überbieten ist. Das Gewölbe verselbständigt sich und hängt, wie an den Rippenanläufen vor dem Triumphbogen zu sehen ist, frei in den Raum. Die Gewölbeautonomie übersteigt alles bis dahin Bekannte, damit war die Schlussphase der spätgotischen Architektur erreicht.